# Stanisław Szyling
Stanisław Szyling herbu Schiling (lit. Stasys Šilingas, ur. 11 listopada 1885 w Wilnie – zm. 13 listopada 1962 w Kielmach) – litewski prawnik, polityk i baron.
Gdy Litwa ogłosiła niepodległość 16 lutego 1918 roku, Szyling był wiceprezydentem, a w 1919 roku przewodniczącym Taryby. Był jednym z głównych doradców i zwolenników rządów autorytarnych prezydenta Antanasa Smetony. Dwukrotnie mianowany ministrem sprawiedliwości w latach 1926–1928 i 1934–1938. Od 1920 do 1926 roku był dyrektorem Litewskiego Towarzystwa Artystycznego. Od 1930 roku jako wiceprzewodniczący komisji Orderu Witolda Wielkiego. Po zajęciu Litwy przez ZSRR w 1941 roku został wywieziony na Syberię.

## Młodość i działalność na rzecz kultury litewskiej
Szyling urodził się w Wilnie jako syn barona Adama Szylinga. Dziadek przyszłego prawnika, również Stanisław Szyling, pochodził z dworu w Podbrzeziu w obcenym rejonie kiejdańskim i za wsparcie pieniężne zainicjowanego przez Antoniego Mackiewicza powstania styczniowego, w 1864 roku został zesłany na Syberię. Dodatkowo zredukowano mu tytuł szlachecki z hrabiego do barona. Stanisław Szyling - wnuk odrzucił swój tytuł szlachecki. Używał go tylko wtedy, gdy mógł mu pomóc w osiągnięciu korzyści dla Litwy, poprzez ułatwienie dostępu do rosyjskiej elity. Brał czynny udział w rewolucji 1905 roku, stając na barykadach i strzelając z rewolweru do rosyjskiej armii.
W młodości mówił tylko po polsku i po rosyjsku. Dopiero w 1907 roku w wieku 22 lat wraz z bliskim przyjacielem Ramūnasem Bytautasem rozpoczął studiowanie języka litewskiego w Berlinie i został członkiem Litewskiego Towarzystwa Naukowego. Szyling wyuczył się tego języka do perfekcji. Właśnie z tego powodu i jego zdolności oratorskich podczas studiów mówiono, że ma srebrne gardło i nazywano "Cyceronem północy". Przetłumaczył wiele litewskich dzieł na język polski i rosyjski, jak również wiele dzieł na język litewski. Między innymi dzieła Fryderyka Nietzsche i Rabindranatha Tagore.
W 1912 roku ukończył studia prawnicze na Uniwersytecie Moskiewskim, otrzymując tytuł magistra. Podczas studiów był jednym z przewodniczących Związku Studentów. Publikował gazety i periodyki dla studentów i nauczycieli, w tym "Aušrinė". Uzupełniał czasopisma swoim zbiorem podań litewskich nazwanych Vasaros darbai. W 1915 roku samodzielnie wydał "Baras", w którym znalazły się prace Kazysa Binkisa, Balysa Sruogi, Ignasa Šeiniusa, Sofiji Kymantaitė-Čiurlionienė, Vincasa Krėvė-Mickevičiusa i innych. Zamieścił również własny wiersz pod tytułem "Tautos dainų genezė" ("Geneza pieśni ludowych").
Jeszcze jako student zaczął zbierać fundusze na konserwację obrazów Mikalojusa Konstantinasa Čiurlionisa i innych litewskich dzieł sztuki. W ciągu 25 lat jego prywatna kolekcja wzrosła do ponad 100 dzieł sztuki litewskiej. Był współzałożycielem z Antansem Žmuidzinavičiusem Litewskiego Towarzystwa Artystycznego i oficjalnie założył kolekcję M. K. Čiurlionisa, która dała podstawy utworzenia muzeum sztuki w Kownie. Organizował i wystawiał eksponaty sztuki ludowej. Jako przewodniczący gildii operowej wprowadził La Traviatę na otwarcie Teatru Operowego w Kownie w 1920 roku.

## Kariera polityczna

### Urzędnik Imperium Rosyjskiego
W latach 1915–1917 pracował w Ministerstwie Spraw Zagranicznych w Sankt Petersburgu, początkowo pod przewodnictwem Siergieja Sazonowa. W ciągu tej dwuletniej służby Szyling zebrał i rozdał fundusze na pomoc Litwinom wysiedlonym podczas wojny do Sankt Petersburga, w szczególności pisarzom i artystom. W Woroneżu otworzył z Martynasem Yčasem męskie gimnazjum dla Litwinów. Z Martynasem Yčasem brał również udział w pierwszej i drugiej konferencji litewskiej w Sztokholmie, dążącej do zorganizowania litewskiego rządu podczas i po I wojnie światowej.
25 października 1915 roku Szyling, Balys Sruoga i Ignas Šeinius spotkali się z Maksimem Gorkim, aby omówić wydanie rosyjskojęzycznej książki o Litwie. Stanisław Szyling ponad wszystko wspierał litewski interes narodowy. Był lobbystą na rzecz Litwy wśród Rosjan. Pełnił jednocześnie funkcję przewodniczącego Rady Litewskiej w Rosji w 1917 roku, kiedy to założył Demokratyczną Narodową Ligę Wolności (Santara) – partię demokratyczną, której celem było przywrócenie Litwy jako niepodległego państwa. Został wybrany na jej wiceprezesa i zaczął publikować cotygodniowe wydania Santary, które osobiście finansował. W tym samym roku zaczął organizować litewskie wojsko rozproszone po całym Imperium Rosyjskim i publikować „Oficera Wolności” dla personelu wojskowego. Zaczął także opracowywać postulaty do nadchodzących wyborów do Konstytuanty w Petersburgu.

### Działalność podczas litewskiej walki o niepodległość

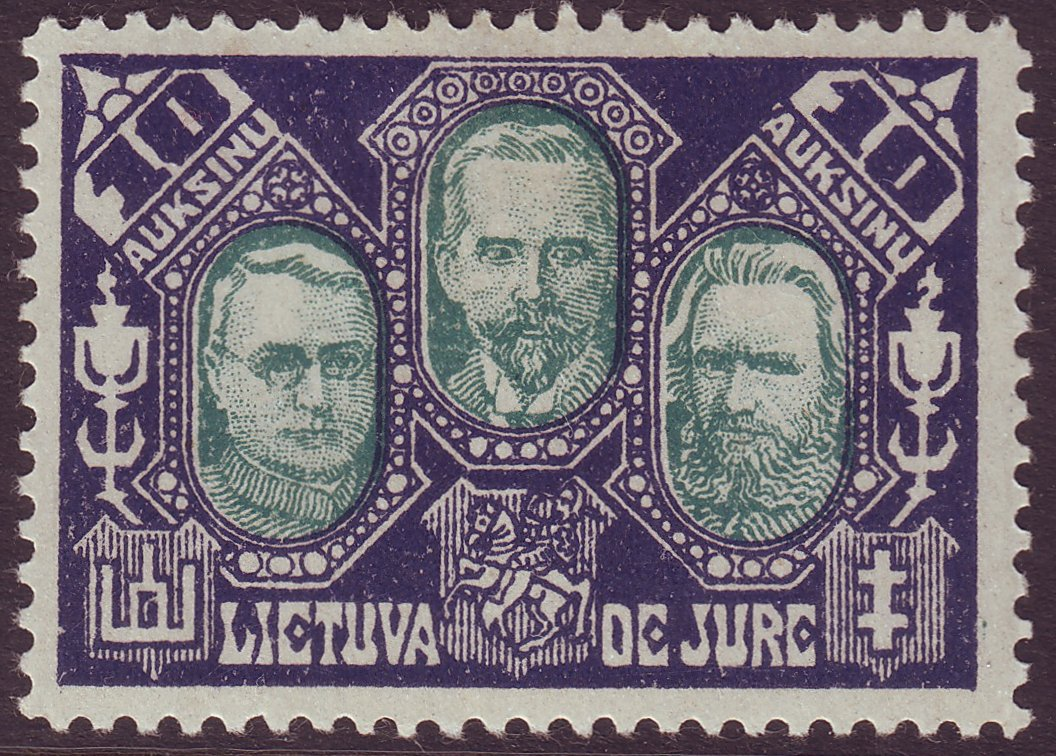
Znaczek pocztowy z 27 września 1922 roku z portretami Staugaitisa, Smetony i Szylinga.

Powrócił do Wilna w 1918 roku pod koniec I wojny światowej i został członkiem Taryby. Jako minister obrony utworzył Milicję Narodową. Oświadczył, że jest filozoficznie przeciwny rządom dyktatorskim, ale jest gotów zrobić wszystko, żeby uzyskać litewską solidarność narodową. Prezydent Antanas Smetona i inni urzędnicy państwowi przebywający za granicą w grudniu 1918 roku zostawili za sobą pustkę polityczną i wojskową w państwie. Szyling był jednak w stanie skutecznie przeciwdziałać rozpadowi państwa i wojska.
2 stycznia 1919 roku wraz z rządem litewskim Mykolasa Sleževičiusa i ostatnimi jednostkami niemieckimi wycofał się z Wilna do Kowna, gdzie został wybrany na przewodniczącego Taryby, które to stanowisku zajmował do 1920 roku. Uprzednio wystąpił z Santary, by zaprotestować narastającym podziałom w partii, których nie chciał tolerować. W porozumieniu z Niemcami, na części ziem byłych guberni kowieńskiej i suwalskiej pozostawały jeszcze wojska okupacyjne, które miały osłonić Litwę od zagrożenia bolszewickiego. W Wilnie władza przeszła właściwie w ręce polskich mieszkańców. Fakt ewakuacji litewskich działaczy z zagrożonego miasta definitywnie skompromitował Tarybę. Zarzucono Litwinom, że tchórzliwie uciekli w najtrudniejszej chwili, odrzucili ofertę współdziałania w obronie stolicy, tym samym stracili nawet moralne prawo do wszelkich roszczeń. W walkach, do których doszło 5 stycznia 1919 roku, polskiej Samoobronie nie udało się obronić miasta przed bolszewikami. Przejęcie kontroli nad Wilnem przez polską Samoobronę Litwini zinterpretowali jako początek polskiej agresji. Wyraźnie nie docenili niebezpieczeństwa narastającego z innej strony. Nawet w obliczu zajęcia Wilna przez bolszewików Stanisław Szyling podczas posiedzenia rządu wyraźnie podkreślał, że świeżo zorganizowana litewska armia powinna być użyta przede wszystkim przeciwko Polakom, gdyż zagrożenie bolszewickie jest tylko przejściowe. W odezwie gabinetu Mykolasa Sleževičiusa ze stycznia 1919 roku, informującej o przeniesieniu pod naporem bolszewików siedziby rządu do Kowna, wezwano ludność do obrony niepodległości przed wrogami. Jak skrupulatnie policzył Eugeniusz Ignacy Romer, przeciwko bolszewikom w odezwie poświęcono 11 wierszy, przeciwko Polakom aż 41. W następnych latach Szyling politycznie skierował się ku prawicy i zaczął wspierać Związek Narodowców (Tautininków), tworzył postulaty tej partii w 1933 roku.
Wśród osiągnięć Szylinga znajduje się opracowanie Konstytucji Litwy, która została przyjęta w 1938 roku i zorganizowanie Gwardii Narodowej, która skutecznie odepchnęła próbę rosyjskiej inwazji w 1918 roku, podczas litewskich wojen o niepodległość. Jednakże wojna polsko-litewska (1 września–7 października 1920 roku) skutkowała przejściem Wilna i jego okolic na rzecz II Rzeczypospolitej. Polacy utworzyli na tym obszarze republikę Litwy Środkowej. Ze względu na swoje dotychczasowe głośne działania, Szyling został aresztowany w Wilnie w sierpniu 1921 roku, ale wypuszczono go w listopadzie tego samego roku ze względu na jego tytuł barona. Powrócił następnie na terytorium Litwy kowieńskiej, pozostając pod kontrolą rządu w Kownie.

### Aktywista Republiki Litewskiej
Dwukrotnie wybrany do Sejmu na przedstawiciela Litewskiego Związku Rolników, który dążył do przeprowadzenia reformy rolnej i przyznania sparcelowanej ziemi chłopom. Był przewodniczącym Komisji Spraw Zagranicznych. W latach 1920–1926 był przewodniczącym Państwowej Rady Sztuki. W latach 1923–1924 wiceprzewodniczący, a następnie przewodniczący paramilitarnej organizacji Związek Strzelców Litewskich (Lietuvos Šaulių Sąjunga), zwanych też szaulisami. W 1925 roku jeden z założycieli i przewodniczących organizacji Związek Wyzwolenia Wilna. W tym czasie wykonywał również zawód adwokata, dzięki czemu mógł wspierać materialnie swoją rodzinę.
Poparł rozwiązanie parlamentu w 1926 roku, aby zapewnić stabilność młodemu państwu. W nowym rządzie został ministrem sprawiedliwości, panując w Izbie Adwokackiej, za co został doszczętnie skrytykowany. Trzykrotnie przewodniczył Radzie Państwa Republiki Litewskiej (1917, 1918, 1929). W 1931 roku został odznaczony Gwiazdą Szaulisów i Orderem Witolda Wielkiego, a w późniejszych latach włoskim Orderem Świętych Maurycego i Łazarza, Medalem Gwiazdy Szaulisów oraz Orderem Wielkiego Księcia Giedymina I klasy. W 1933 roku ukończył statuty systemu sądowego omawiające bezpieczeństwo państwa, narodu i prasy, wszystkie z nich zostały przyjęte. W 1934 roku po raz drugi został mianowany ministrem sprawiedliwości, pełniąc służbę do 1938 roku, kiedy to wycofał się z życia publicznego po wygłoszeniu przemówienia Testament do Litwy na zjeździe Związku Strzelców Litewskich, podkreślając, jak zawsze, konieczność odzyskania Wilna.
Po przyjęciu opracowanej przez niego Konstytucji Litewskiej, odrzucił stanowisko przewodniczącego Rady Państwa Litewskiego. Konstytucja z 1938 roku wyróżnia się odrodzeniem 11 marca 1990 roku, kiedy Litwa ogłosiła niepodległość od Związku Radzieckiego. Zabieg ten służył zapewnieniu ciągłości prawnej między Republiką Litewską okresu międzywojennego a nowo niepodległym państwem. Konstytucja została zawieszona w tym samym dniu i zastąpiona tymczasową ustawą zasadniczą, podczas gdy przygotowywana była jej nowsza wersja. Stanisław Szyling nie popierał przyjęcia polskiego ultimatum w 1938 roku. Z tego powodu zalecał, aby to Vincas Krėvė-Mickevičius przejął przewodnictwo w 1940 roku.

## Wycofanie się z polityki i zesłanie
Prywatnie przyjaźnił się z wieloma innowacyjnymi litewskimi artystami i pisarzami uważanymi obecnie za klasyków, w tym Mikalojusem Čiurlionisem, Balysem Sruogą, Vincasem Krėvė-Mickevičiusem, Kazysem Šimonisem i Adomasem Varnasem – rysował on karykatury Szylinga, które sprawiały radość baronowi. Zachęcał ich do publikacji twórczości i wydawał ich prace.
W 1911 roku ożenił się z Emilią Bitowt, która była siostrą jego najbliższego przyjaciela Ramūnasa Bytautasa, filozofa. Stanisław Szyling i Emilia mieli dziewięć córek. Kiedy Stanisław wycofał się z życia publicznego w 1938 roku, przeprowadził się z rodziną do Misiūnai (8 km od Kruków), części starej posiadłości, którą zakupił w 1925 roku. Zaprojektował i zbudował tam dom dla całej rodziny, który służył mu również jako miejsce spotkań z kolegami i przyjaciółmi.
14 czerwca 1941 roku, podczas czerwcowych deportacji, Sowieci aresztowali go wraz z żoną Emilią i córką Ramintą. Wszyscy członkowie rodziny zostali rozdzieleni przed wywózką na Syberię. Emilia zmarła w ciągu 2 lat na gangrenę, a Raminta zmarła około rok później z powodu zapalenia mózgu. Szyling dowiedział się o ich lokalizacji dopiero po śmierci Emilii i już nigdy więcej nie zobaczył nikogo z rodziny. Spędził ponad 20 lat na zesłaniu w obozach i więzieniach Syberii. Przez ostatnie 7 lat swojego życia był uwięziony w domu dla inwalidów w Ukraińskiej SRR. Swego czasu dzielił celę z byłym prezydentem Litwy Aleksandrem Stulginskim i innymi litewskimi dygnitarzami, takimi jak Juozas Urbšys, były minister spraw zagranicznych.
Dopiero w 1956 roku pozwolono mu pisać listy i dzięki temu mógł po raz pierwszy skontaktować się z ocalałymi córkami, które mieszkały wtedy w Stanach Zjednoczonych, Australii i Kanadzie, oraz z byłymi kolegami, którzy powrócili już do Litewskiej SRR. Jego obszerne listy mają wydźwięk filozoficzny, naukowy i historyczny, i ujawniają niektóre szczegóły z życia Szylinga na wygnaniu. Dopiero w 1961 roku zezwolono mu na powrót do Litewskiej SRR. 13 listopada 1962 roku zmarł w Kielmach w przeciągu roku od powrotu. Najpierw pochowano go na cmentarzu w Kielmach, ale w 1999 roku ciało Szylinga oraz żony i córki przeniesiono na rodzinny cmentarz w Ilguvie niedaleko Misiūnai, zgodnie z wolą wyrażoną na zesłaniu.
Podczas corocznych obchodów w Wilnie, Kownie, Szakach i innych miejscowościach Stowarzyszenie Stanisława Szylinga, założone w 1999 roku, dokumentuje osiągnięcia i życie oraz upamiętnia wkład barona w zaistnienie niepodległej Litwy.